# Schloss Schönbronn
Das Schloss Schönbronn ist ein Jagdschloss der Markgrafen von Ansbach im Zentrum des Ortsteils Schönbronn von Weihenzell im mittelfränkischen Landkreis Ansbach in Bayern. Das Schloss ist unter dem Aktenzeichen D-5-71-217-25 als Baudenkmal in die Bayerische Denkmalliste eingetragen.
In Schönbronn besaß Heinrich von Hertenberg eine Burg, die 1344 urkundlich erwähnt wurde. Weiteres ist zu dieser Anlage nicht bekannt. Ob sie an derselben Stelle wie das heutige Schloss stand, ist unbekannt. Im 18. Jahrhundert erbauten die Markgrafen von Ansbach das heutige kleine Jagdschlösschen. Im 20. Jahrhundert wurde das Gebäude nach Norden erweitert. Das unspektakuläre Gebäude des Jagdschlosses besteht aus einem eingeschossigen, verputzten Halbwalmdachbau mit Ecklisenen und Zwerchhaus mit Krüppelwalmdach.